# Christoph Schaltegger
Christoph A. Schaltegger (* 22. März 1972 in Basel) ist ein Schweizer Wirtschaftswissenschaftler. Er ist ordentlicher Professor für Politische Ökonomie und Direktor des Instituts für Schweizer Wirtschaftspolitik (IWP) an der Universität Luzern.

## Leben und Karriere
Schaltegger schloss das Studium der Volks- und Betriebswirtschaftslehre in Basel 1999 ab. Es folgten die Promotion (2003) und die Habilitation (2009) in Volkswirtschaftslehre an der Universität St. Gallen. Er war von 2003 bis 2005 wissenschaftlicher Mitarbeiter in der Eidgenössischen Steuerverwaltung und von 2006 bis 2007 persönlicher Referent von FDP-Bundesrat Hans-Rudolf Merz im Eidgenössischen Finanzdepartement. Von 2008 bis 2010 war Schaltegger Mitglied der Geschäftsleitung von Economiesuisse. 2010 wurde er von der Universität zum Professor für Politische Ökonomie berufen und baute die wirtschaftswissenschaftliche Fakultät auf, diese leitete er bis 2022 als Dekan. Seit 2011 ist er ausserdem Direktor am Institut für Finanzwissenschaft und Finanzrecht (IFF-HSG) der Universität St. Gallen.
Seit 2021 ist Schaltegger Gründungsdirektor des privat finanzierten Instituts für Schweizer Wirtschaftspolitik (IWP) an der Universität Luzern, das er zusammen mit dem ehemaligen NZZ-Feuilletonchef René Scheu (Geschäftsführer) leitet. Die Urkunde der Stiftung Schweizer Wirtschaftspolitik, die das IWP finanziert, und die Kooperationsvereinbarung mit der Universität Luzern sind öffentlich publiziert. Die Finanzierung des Instituts durch die von Unternehmern wie Alfred Schindler und Michael Pieper getragene Stiftung wurde vereinzelt kritisiert. Seine Forschungsresultate fanden weite Beachtung und gaben auch Anlass zu kontroversen Diskussionen. 2023 wurde das IWP für seinen "faktenbasierten Beitrag zur wirtschaftspolitischen Diskussion in der Schweiz" mit dem Liberal Award der Jungfreisinnigen des Kantons Zürich und 2025 im Kursaal in Bern mit dem Bonny-Peis der Freiheit ausgezeichnet.
Schalteggers Forschungsschwerpunkte liegen im Bereich des Föderalismus mit besonderer Berücksichtigung von nationalem Finanzausgleich und Schuldenbremse, im Bereich von Fragen der Verteilungsgerechtigkeit und der sozialen Mobilität und im Bereich der fiskalischen Nachhaltigkeit.
In ihrem Ranking der einflussreichsten Schweizer Ökonomen führte die NZZ 2021 Schaltegger auf dem 6. Platz. Er verfasst regelmässig Beiträge für die Neue Zürcher Zeitung, die Finanz und Wirtschaft, Die Volkswirtschaft und andere Schweizer Medien.
Christoph Schaltegger war von März bis September 2024 Mitglied der vom Bundesrat eingesetzten Expertengruppe zur Überprüfung der Aufgaben und Subventionen des Bundes. Das Präsidium  führte Serge Gaillard, früherer Direktor der Eidgenössischen Finanzverwaltung und ehemaliger Geschäftsführender Sekretär des Schweizerischen Gewerkschaftsbundes. Der Bundesrat nannte die Vorschläge der Expertengruppe eine "gute Grundlage für die weiteren Schritte" und hat die meisten Sparmassnahmen in seiner Botschaft übernommen.

## Affiliationen
Schaltegger ist Mitglied der European Academy of Sciences and Arts, Mitglied im Finanzwissenschaftlichen Ausschuss des Vereins für Socialpolitik, Herausgeberbeirat der Perspektiven der Wirtschaftspolitik, Member of the Board of European Journal of Politicial Economy, Mitglied des Vorstands des Walter Eucken Instituts und Herausgeber von Kyklos – International Review for Social Sciences. Zudem ist Schaltegger Fellow des in Zürich domizilierten, privat finanzierten Center for Research in Economics, Management and the Arts (CREMA).

## Neuere Publikationen (Auswahl)
- mit Melanie Häner: The Name Says It All: Multigenerational Social Mobility in Basel (Switzerland), 1550–2019, Journal of Human Resources, 59(3), 2024, 711–742.
- mit Jana Jarck und Michele Salvi: Die Schuldenbremse: Erfahrungen und Herausforderungen aus einer Schweizer Perspektive, in Perspektiven der Wirtschaftspolitik 23, 2022, S. 252–270.
- Mit Lars Feld, Christian Frey und Lukas A. Schmid: Fiscal Federalism and Income Inequality: An Empirical Analysis for Switzerland, in Journal of Economic Behavior & Organization 185, 2021, S. 463–494.
- Mit Lars Feld und Janine Studerus: Risk Sharing, regional Stabilization and Restribution. The Role of Fiscal Mechanisms in Switzerland, in Oxford Economic Papers 73, 2021, S. 601–622.
- mit Thomas Studer: Napoleons reiche Beute. Eine aktuelle Einordnung zur Bedeutung des gestohlenen Berner Staatsschatzes von 1798. Stämpfli, Bern 2020.[18]
- mit Lars Feld (Hrsg.): Föderalismus und Wettbewerbsfähigkeit in der Schweiz, NZZ Libro, Zürich 2017.